# 静安区图书馆新闸路馆
静安区图书馆新闸路馆是中華人民共和國上海市靜安區的一家圖書館，位於新閘路1708號，前身是上海市靜安區圖書館，建立於1958年。2009年進行改擴建，2010年完成並對外開放。靜安區與閘北區合併後更名為靜安區圖書館新閘路館。

## 外部連結
- 官方网站